# ウイニングチケット
ウイニングチケット（欧字名:Winning Ticket、1990年3月21日 - 2023年2月18日）は、日本の競走馬、種牡馬。
1993年の東京優駿（日本ダービー）優勝馬である。クラシック三冠タイトルを分け合ったビワハヤヒデ（菊花賞）、ナリタタイシン（皐月賞）とともに「BNW」と呼称された。その他の勝ち鞍に、1993年の弥生賞（GII）、京都新聞杯（GII）。44歳の騎手柴田政人をダービージョッキーにした馬として知られる。

## デビューまで

### 誕生に至る経緯

#### 藤原祥三亡きあとの藤原牧場
1957年、北海道静内町の藤原牧場で生産されたスターロッチは、1926年に輸入されたクレイグダーロッチ牝系に分類される牝馬である。スターロッチは、競走馬として、1960年の優駿牝馬（オークス）、有馬記念を優勝。さらに繁殖牝馬としても産駒が活躍し、藤原牧場や静内の牧場中で子孫が大繁栄を遂げていた。特に藤原牧場では、1977年皐月賞優勝馬ハードバージや1981年の優駿賞スプリンター賞のサクラシンゲキなどが誕生する。この時、藤原牧場の当主を務めていたのは、藤原祥三だった。
藤原牧場は、屈指の牝系となったスターロッチを持つ牧場として頭角を現していたが、祥三には男子がいなかった。跡継ぎがおらず、廃業の危機にあった。そんな状況をもったいないと考えた同静内町武岡牧場の武岡敏夫が、祥三の娘に静内の臨床獣医である平野悟郎との縁談を紹介。1986年7月に結ばれ、平野が婿に入り、平野は藤原に改姓。こうして牧場は、跡取りを確保していた。結ばれた悟郎と娘は、よそ者だった故に一旦距離を置こうと九州に身を置き、しばらくしてから牧場業務に取り組もうと考えていた。しかし結婚から半年後の1987年3月15日に、祥三が脳梗塞のために急死する。祥三の生産したサクラスターオーが皐月賞を制する最中、祥三からのノウハウ伝授がなされぬままに、28歳の悟郎が当主に就任することとなった。悟郎は就任直後、人生で初めて繁殖牝馬の交配相手を選んでいる。

#### パワフルレディ
パワフルレディは、1981年に藤原牧場で生産された、父マルゼンスキーの牝馬である。3代母はスターロッチであった。競走馬としてデビューすることなく、牧場に戻って繁殖牝馬となった。初年度、当主が祥三だった頃の1984年は、カジュンと交配。2年目、3年目はカツラギエースと交配。3年で3頭を得たが、初仔、2番仔は脚が曲がっていて、3番仔は尻尾がないなど「奇形」（藤原悟郎）を生産していた。悟郎が当主となって以降は、悟郎は4年目プルラリズム、5年目ターゴワイスを選択する。しかしここまで、産駒の「ぐにゃぐにゃ」（藤原悟郎）状態が4回あったという。悟郎は「パワフルレディというのは、ものすごく体の柔らかい馬でね、同様に柔らかい馬体の種を付けると、もうぐにゃぐにゃなんですよ。」と捉えていた。なお初仔のカジュン産駒エイプリルブライドは、交流重賞のオグリキャップ記念などに勝ったマルブツセカイオーを産んでいる。
パワフルレディの繁殖生活6年目、悟郎が交配相手を選んで3年目となる1989年、悟郎はパワフルレディの交配相手に、1985年の凱旋門賞優勝馬で、種牡馬供用初年度のトニービンを選択する。悟郎によれば「ジャパンカップでトニービンの体型を見たときに、行けるなって思ったんですよ。あの馬、余計な肉が付きにくい体形でしょ。そういう馬の子供は走るんです。僕が配合を決める時のポイントは、まず体形（中略）簡単に言っちゃうと、牡と牝の体形を2で割ったような仔ができるものなんです。トニービンはウチの繁殖牝馬に合うタイプだと直感した」。それに体が柔らかいパワフルレディと交配して「ぐにゃぐにゃ」とならない「堅めで体形の薄いタイプ」の種牡馬を求めていたという。悟郎はトニービンについて「理想的（中略）トニービンという馬は、ベン・ジョンソンみたいな短距離体形の馬を付けたら、ステイヤーの血を程よく中和しますよ、きっと」と捉えていた。

### 幼駒時代
1990年3月21日、藤原牧場にてパワフルレディの6番仔である黒鹿毛の牡馬（後のウイニングチケット）が誕生する。6番仔の姿は、胴長の体形や骨格が父トニービンに「そっくり」（阿部珠樹）、さらに顔つきは母母父テスコボーイに「そっくり」（阿部珠樹）、それに母父マルゼンスキーの「いいところも出ている」（藤原悟郎）といった大物3頭の良い点を兼ね備えていた。阿部珠樹によれば「期待が大きくなるのは当然の成り行き」だったという。生まれて3日目、牧場を訪れた栗東トレーニングセンター所属の調教師、伊藤雄二に見出されて、即日入厩先が決定した。
伊藤は「その場で話を決めたぐらい。どこがどう、というのではなく、第一印象がよかった」と述懐している。伊藤は、15年以上関係を継続していた京都府東山区の開業医（内科）太田美實に6番仔を紹介する。伊藤は、かねてより凱旋門賞優勝馬を高く評価する傾向にあった。活躍するかの判断が付きにくい初年度産駒だったが、紹介された太田は、伊藤のその傾向を知っており「トニービンの仔なら買おう」と返答した。太田は、6番仔に「ウイニングチケット」という競走馬名を与えた。由来について、杉本清との対談の場でこのように述べている。
杉本清 そうそう。名前の由来をお聞きしないと。誰がお付けになりました。
太田美實 ぼくが付けました。「当たり馬券」は英語でなんていうのか思ったら「ウイニングチケット」なんですね。それでそのまま（笑）
太田珠子夫人 「勝利への切符」って訳してください（笑）。「当たり馬券」なんてねえ。—『優駿』1993年8月号「杉本清の競馬談義」より
当歳秋には種子骨炎を患い、1か月半厩舎から出ることができなかったが、治癒した後は、怪我や病気をすることなく過ごした。牧場時代は悟郎によれば「鹿のような馬だった」「細手の、決して見栄えはしない馬だった。でもセンスのよさが感じられる馬体をしていましたね」と述懐している。ただ2歳春頃から成長、悟郎は「グーンと成長（中略）それがまた、ものすごい成長力なんです。送り出すときにはかなり自信」があったという。3歳春、伊藤厩舎に入厩。
馬主歴25年以上で重賞出走経験なしの太田は、栗東で初めて所有馬ウイニングチケットと対面、「その頃からあの馬は全然違いました。素晴らしかったですね。」と述懐している。牧場から厩舎に来た次の日、調教に騎乗した笹田和秀は「この馬はダービーで勝ち負けできる能力があると思いますよ」と伊藤に進言した。すると伊藤はその場で「ダービーに勝てる馬が来たぞ」と言いながら、ダービー未勝利の柴田政人に騎乗の依頼を行っていた。

## 競走馬時代

### 弥生賞優勝 - 皐月賞4着（3歳9月 - 4歳4月）
1992年9月6日、函館競馬場の新馬戦（芝1200メートル）に柴田政人が騎乗し、7番人気でデビューし5着。9月13日、連闘で臨んだ2戦目の新馬戦は、柴田から指摘されて距離延長し芝1700メートル。横山典弘が騎乗して1番人気で出走し、2番手から抜け出し初勝利を挙げた。その後はソエのために約3か月休養。栗東に戻って関東に遠征し、12月6日の葉牡丹賞（500万円以下、芝2000メートル）に田中勝春が騎乗。スローペースの中、9頭立て最後方を追走、第3コーナーからまくり、最終コーナーを先頭で通過、直線では止まらず差を広げた。4馬身差で2勝目を挙げる。それから12月27日、ホープフルステークス（OP）では柴田政人が舞い戻り1番人気の支持。好位から直線で先頭に立ち、差を広げて先頭で入線。3馬身差をつけて3連勝とした。
休養している間に4歳となった1993年、3月7日の皐月賞のトライアル競走である弥生賞（GII）に3.3倍の1番人気に支持される。以下、ラジオたんぱ杯3歳ステークス優勝のナリタタイシンが3.5倍、ジュニアカップ優勝などデビュー2連勝のドージマムテキが4.9倍で続いていた。伊藤によれば「85点の状態」での出走だった。スタートから最後方を追走し、第3コーナーで外から進出。最終コーナーを大外6番手で通過、末脚を見せてすべて差し切った。以降は、差を広げる一方となって先頭で入線、2番手ナリタタイシンに2馬身差をつけて重賞初勝利、皐月賞の優先出走権を獲得した。走破タイム2分0秒1は、アサカリジェントが前年に樹立した弥生賞レコードを1.4秒更新。さらに1984年にシンボリルドルフが樹立した、同距離同条件の皐月賞レコードを1秒上回った。タイムでのシンボリルドルフ越えは、軍土門隼夫によれば「衝撃」だったと語られる。中山競馬場芝2000メートルでの3連勝となり、クラシックの主役、本命馬として臨むこととなった。
4月18日、皐月賞（GI）に参戦、単勝オッズ2.0倍の1番人気に支持される。若葉ステークス優勝から臨む6戦4勝2着2回、朝日杯3歳ステークス2着馬ビワハヤヒデが3.5倍の2番人気となり「二強」を形成。以下、ナリタタイシン、シクレノンシェリフ、ツジユートピアンと続いていた。2枠4番からスタートし、スローペースの流れでナリタタイシンとともに後方を追走。向こう正面でナリタタイシンと別れて位置を上げ、第3コーナーからは中団のビワハヤヒデと合流しともに進出。2番手集団に加わり最終コーナーを通過した。直線ではしばらく二強で横並びだったが、以後ウイニングチケットは失速。二強の争いを制したビワハヤヒデは抜け出したが、後方外から追い込んだナリタタイシンにクビ差差し切られている。ウイニングチケットは、その争いに1馬身半以上後れを取る5位で入線した。3位入線ガレオンの直線コースでの斜行が、ステージチャンプの進路を妨害したと認定されて8着降着。それに伴い繰り上がりが発生し、ウイニングチケットは4着となった。東京優駿（日本ダービー）の優先出走権を獲得。柴田は「道中はジワジワと上昇して早めに好位に取り付いたが、結果的にはこういった競馬は向かなかった。弥生賞のように、直前だけの競馬に徹した方が良かったかな。」と述べていた。

### 東京優駿（4歳5月30日）
5月30日、東京優駿（日本ダービー）（GI）に参戦。出走する18頭のうち、重賞2勝馬がナリタタイシンのみ、若草ステークス（OP）と条件戦を勝利した3勝馬や、2勝と重賞2着だった馬が除外されるなど出走ボーダーが例年よりも高い、選り抜かれたメンバーであった。人気の面では、「二強」に皐月賞優勝馬を加えた「三強」を形成。オッズ3.6倍から4.0倍の間に3頭がひしめき合い、ウイニングチケット、ビワハヤヒデ、ナリタタイシンの人気順、以下9倍台にNHK杯優勝馬のマイシンザン、皐月賞3着のシクレノンシェリフが続いていた。

皐月賞の後、柴田には、弥生賞と同じ騎乗をしなかったとして「騎乗ミス」だったとの批判が集まった。弥生賞のようにすればダービーを勝てると指南する評論家も存在していた。しかし柴田は、皐月賞が持ち味を発揮する「完璧な乗り方」であり、ウイニングチケットの方が「きちっと走れる状態じゃなかった」と腹の内では考えていた。柴田は常に積極的に取材に対応することで有名で、取材が最も活発になるダービー直前でも、丁寧に対応し続けていた。ただウイニングチケットと臨む今回、その秘める自信を揺るぎないものにするために、直前の1週間に限って、記者に取材の自粛を申し入れていた。一部の記者が自粛をせずに、自宅に電話してきても断り続けた。柴田は、揺るがない自信を持ったまま当日を迎えている。作戦を公にしないまま参戦することができた。一方、取材を受け入れた厩舎は、弥生賞のように後方待機策をとると述べていた。伊藤は、参戦にあたり「弥生賞当時が85点の仕上げ、皐月賞は93点ぐらいかな。あくまで最大の目標はダービー。（中略）競馬というのは、相手があってのものですが、この馬の場合は相手云々ではなく、とにかく自分の競馬に徹することが、持ち味を生かすことにつながる。前半は遊んで、残り半分で競馬をする、自分の競馬に徹して、初めて持ち味が生かせる。」と述べていた。
5枠10番からスタートして、中団または後方、馬場の最も内側を追走、ビワハヤヒデを前に置く形となった。ミドルペースで進む中、向こう正面で逃げ馬がペースアップ。それ以外17頭は、第3コーナーに差し掛かってから追い上げを開始した。ナリタタイシン、ビワハヤヒデなどほとんどは、芝の状態の良い外に進路を求めていたが、ウイニングチケットは内から離れなかった。早めに仕掛けられながら、空いた内を突いて抜け出した。ビワハヤヒデは、コーナーでは外を回ったものの、ウイニングチケットがコーナーワークを利しているのに張り合って軌道を修正する。ウイニングチケットのさらに内に転進して追い上げた。直線の坂を上り、ウイニングチケットは、内のビワハヤヒデ、外のナリタタイシンに迫られた。しかし柴田が「口をガーッと開いて、顎を前へ突き出して、馬より前へ飛び出しそうなフォーム（中略）馬の脚色が一杯になったときの彼独特のフォーム」（野平祐二）でウイニングチケットを促して先頭を守った。内のビワハヤヒデには半馬身、外のナリタタイシンには1馬身半以上の差をつけて決勝線を通過、ダービー優勝を果たした。1番人気から3番人気までの3頭が3着までを占めたのは、ロングエース、ランドプリンス、タイテエムの順で決着した1972年以来21年ぶりだった。走破タイム2分25秒5は、1990年にアイネスフウジンが樹立したダービーレコード2分25秒3に次ぐ、2番目に速い決着となった。決着直後の場内では「マサトコール」が発生した。
この発言は、レース直後の勝利騎手インタビューにて「誰にこの勝利を伝えたいか」という問いに対する柴田の返答である。この時柴田は、騎手生活27年目、44歳。これまでダービーは18戦に騎乗し、最高はコクサイトリプルやイイデセゾンでの3着。他にもアローエクスプレスの乗り替わり、皐月賞優勝馬ファンタストの体調不良、同ミホシンザンの骨折回避、シンボリルドルフ幻の函館デビュー（詳細は柴田政人#柴田政人と日本ダービー）、さらにダービージョッキーではないにもかかわらず、ダービージョッキーズステークスに騎乗するなどといった多くの辛酸を嘗めていた。そして19度目の騎乗、ウイニングチケットでダービージョッキーに到達。伝えたい相手が「世界のホースマン」なのは、外国で騎乗した際に現地のマスコミに「ダービーは勝っているのか?」と聞かれるという恥ずかしい思いをしており、インタビュー中にその経験を思い出したためだった。この発言は、ダービージョッキーという栄誉を象徴的に示した名言として語り継がれている。
悲願は、柴田だけに留まらなかった。藤原牧場は、皐月賞優勝馬サクラスターオーの故障回避、伊藤は同じく皐月賞優勝馬ハードバージで一度勝利を確信したもののクビ差2着を乗り越えてダービー初勝利。ウイニングチケットを所有するまで重賞出走経験のなかった太田も当然ダービー初勝利となった。伊藤は「最大の勝因はマサ（柴田政人）が最高の騎乗をしてくれたこと」だとしている。柴田は「弥生賞の直線一気の競馬が印象に残っていたようですが、本当は皐月賞のように、中団から差すのが、この馬には一番合っているんですよ。（中略）4コーナーでも手応えは十分で、直線に入って楽に抜け出せました。」と述べている。柴田がウイニングチケットでダービーを意識し始めたのは、ホープフルステークスを勝利した時だったという。

### 東京優駿以降（4歳6月 - 5歳）
その後は、社台ファームに移動して夏休み、7月7日に栗東に帰厩した。秋は10月17日、菊花賞のトライアル競走である京都新聞杯（GII）で始動。後方内側を進み、最終コーナーでは進路を失って最後方となるも、内を突いて進出。残り200メートルから、外に持ち出して追い上げ、末脚を発揮。ゴール手前でマイヨジョンヌをクビ差差し切り勝利、重賞3勝目を挙げた。それから菊花賞（GI）は、ビワハヤヒデに5馬身半差の3着、ジャパンカップ（GI）も3着。有馬記念（GI）は、折り合いを欠いて11着に敗れた。
古馬となった1994年は、笹針を打って休養。7月の高松宮杯（GII）で始動した。柴田政人が落馬負傷したため、柴田善臣に乗り替わって1番人気で出走。ナイスネイチャに5馬身以上離された5着。秋は武豊に乗り替わり、オールカマー（GIII）で始動しビワハヤヒデに1馬身4分の3差の2着。武と続戦した10月30日の天皇賞（秋）（GI）は8着。このレース中に屈腱炎を発症していたことが判明した。1995年2月5日付でJRAの競走馬登録を抹消し、引退。同月、柴田政人も騎手を引退している。

## 引退後

### 種牡馬時代
引退後の1995年から、北海道静内町の静内スタリオンステーションで種牡馬として供用された。初年度から70頭以上、4年目の1998年にはピークとなる117頭の繁殖牝馬を集めた。2003年に種牡馬シンジケートを解散。2004年には、同スタリオンの閉鎖に伴い同静内町のアロースタッドに移動。翌2005年、5頭の相手をした後の秋に種牡馬を引退した。1997年産のベルグチケットは1999年のフェアリーステークス（GIII）を優勝。これが唯一の産駒JRA重賞タイトルとなった。ブルードメアサイアーとしての産駒には、2014年オーシャンステークス（GIII）、2015年中京記念（GIII）優勝のスマートオリオン（牡→騸、父:グラスワンダー）がいる。

#### オイスターチケット
ウイニングチケットとフロリースカップ牝系を組み合わせたオイスターチケット（牝、母父:トウショウボーイ、1998年産）は、2000年のすずらん賞優勝、ファンタジーステークス（GIII）3着など11戦2勝。オイスターチケットの産駒（ウイニングチケットのブルードメアサイアーとしての産駒）には、オープンで活躍したダブルティンパニー（牡、父:サンデーサイレンス）、2006年のチューリップ賞（GIII）2着、ローズステークス（GII）2着のシェルズレイ（牝、父:クロフネ）、2008年のNHKマイルカップ（JpnI）2着、東京優駿（JpnI）3着、他JpnII2着2回のブラックシェル（牡、父:クロフネ）、2018年のフィリーズレビュー（GII）2着のアンコールプリュ（牝、父:ディープインパクト）がいる。
さらに、シェルズレイの産駒（オイスターチケットの母母としての産駒、ウイニングチケットの母母父としての産駒）には、2014年ホープフルステークス（GII）、2017年CBC賞（GIII）優勝のシャイニングレイ（牡、父:ディープインパクト）、2020年チャレンジカップ（GIII）、2021年大阪杯（GI）優勝のレイパパレ（牝、父:ディープインパクト）がいる。

### 功労馬時代

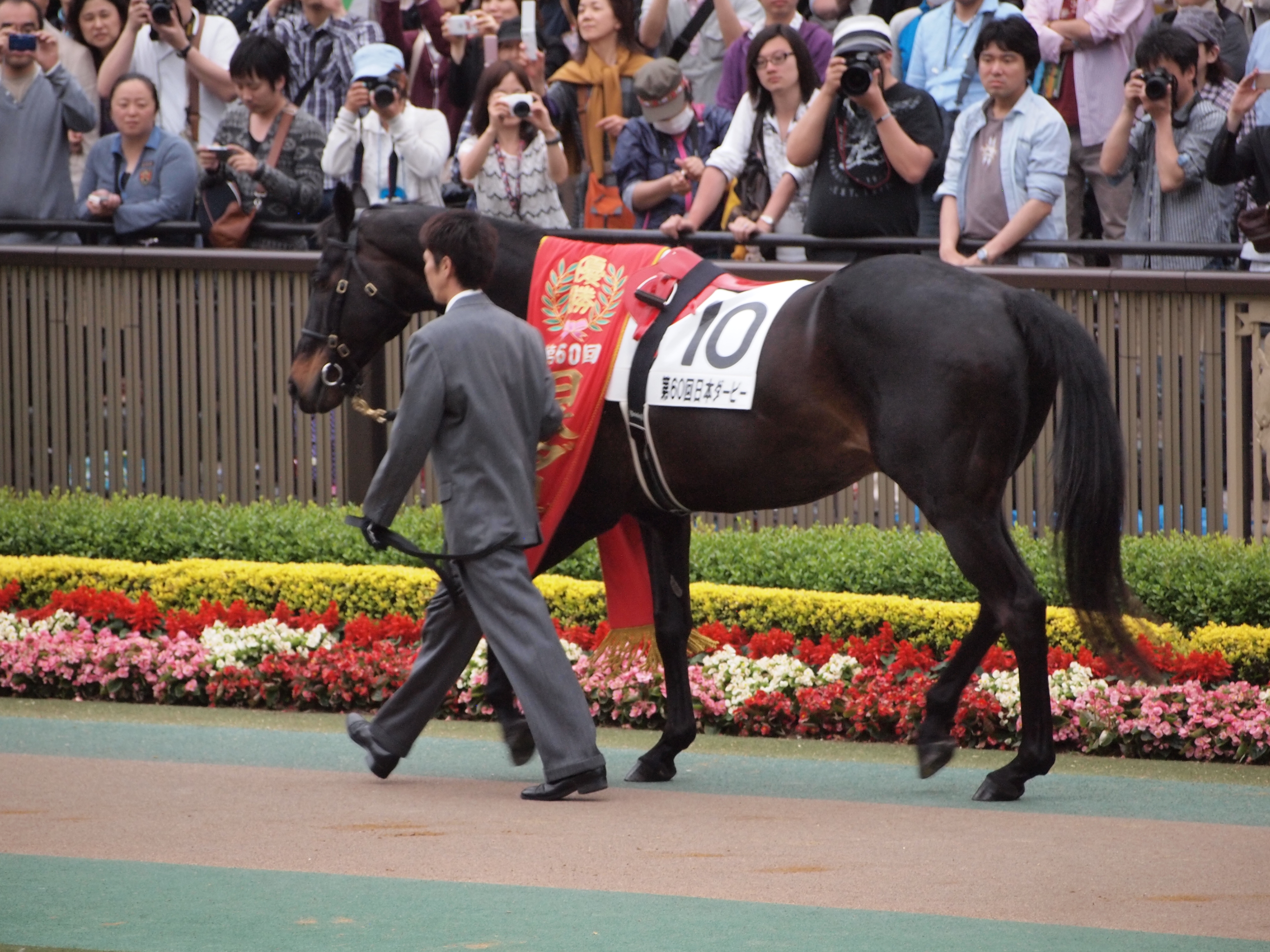
第80回東京優駿でのパドック供覧

種牡馬引退後は、北海道浦河町のうらかわ優駿ビレッジAERUで功労馬となる。2007年4月21日、グランドオープン初日の東京競馬場のパドックでレガシーワールドとともに東京優駿優勝時の馬服を着用してお披露目され、翌22日には、場内ホースリンクで放牧の様子を公開していた。2010年7月25日、函館競馬場のパドックで同じく馬服を着用してお披露目された。ビワハヤヒデもお披露目されており、2頭は16年ぶりの再会となった。AERUでは、ニッポーテイオーやダイユウサク、ヒシマサルとともに繋養され、4頭が同じ放牧地で過ごす時期もあり、特にヒシマサルと仲が良かったと伝わる。ダイユウサクとニッポーテイオーの死を見送り、ヒシマサルが衰弱して以降は、高齢と怪我防止を理由に一頭で放牧されている。2021年8月18日にレガシーワールドが死亡したことで、この時点で生存する最年長のGI競走優勝馬となった。
2023年2月18日、疝痛のため同所で死亡したことが発表された。33歳没。墓所は新ひだか町の桜舞馬公園に建てられる予定となっている。
1996年には、生まれ故郷の静内町（2006年より新ひだか町）の商店街にブロンズ像が建立された。2000年に破壊されて一時失うも、2004年に復元されている。

## 競走成績
以下の内容は、JBISサーチおよびnetkeiba.com、『優駿』2004年6月号61頁に基づく。
| 競走日     | 競馬場 | 競走名       | 格   | 距離（馬場）  | 頭 数 | 枠 番 | 馬 番 | オッズ （人気） | 着順 | タイム          | 着差 | 騎手      | 斤量 [kg] | 1着馬（2着馬）       | 馬体重 [kg] |
| ---------- | ------ | ------------ | ---- | ------------- | ----- | ----- | ----- | --------------- | ---- | --------------- | ---- | --------- | --------- | -------------------- | ----------- |
| 1992.09.06 | 函館   | 3歳新馬      |      | 芝1200m（不） | 14    | 5     | 7     | 13.8（7人）     | 05着 | 1.16.4 （40.1） | -0.5 | 0柴田政人 | 53        | マルチ               | 452         |
| 0000.09.13 | 函館   | 3歳新馬      |      | 芝1700m（重） | 12    | 6     | 7     | 04.0（1人）     | 01着 | 1.48.8 （39.4） | -0.2 | 0横山典弘 | 53        | （ヒノデクロスオー） | 446         |
| 0000.12.06 | 中山   | 葉牡丹賞     | 5下  | 芝2000m（良） | 9     | 8     | 9     | 04.0（2人）     | 01着 | 2.02.1 （35.7） | -0.8 | 0田中勝春 | 54        | （メジャーウィナー） | 456         |
| 0000.12.27 | 中山   | ホープフルS  | OP   | 芝2000m（良） | 7     | 4     | 4     | 01.3（1人）     | 01着 | 2.02.3 （34.7） | -0.5 | 0柴田政人 | 55        | （マイヨジョンヌ）   | 456         |
| 1993.03.07 | 中山   | 弥生賞       | GII  | 芝2000m（良） | 11    | 8     | 10    | 03.3（1人）     | 01着 | 2.00.1 （35.0） | -0.3 | 0柴田政人 | 55        | （ナリタタイシン）   | 466         |
| 0000.04.18 | 中山   | 皐月賞       | GI   | 芝2000m（良） | 18    | 2     | 4     | 02.0（1人）     | 04着 | 2.00.6 （35.4） | -0.4 | 0柴田政人 | 57        | ナリタタイシン       | 460         |
| 0000.05.30 | 東京   | 東京優駿     | GI   | 芝2400m（良） | 18    | 5     | 10    | 03.6（1人）     | 01着 | 2.25.5 （36.2） | -0.1 | 0柴田政人 | 57        | （ビワハヤヒデ）     | 458         |
| 0000.10.17 | 京都   | 京都新聞杯   | GII  | 芝2200m（良） | 10    | 4     | 4     | 01.2（1人）     | 01着 | 2.13.3 （34.4） | -0.0 | 0柴田政人 | 57        | （マイヨジョンヌ）   | 466         |
| 0000.11.07 | 京都   | 菊花賞       | GI   | 芝3000m（良） | 18    | 5     | 9     | 02.8（2人）     | 03着 | 3.05.7 （35.3） | -1.0 | 0柴田政人 | 57        | ビワハヤヒデ         | 470         |
| 0000.11.28 | 東京   | ジャパンC    | GI   | 芝2400m（良） | 16    | 1     | 2     | 09.1（4人）     | 03着 | 2.24.6 （35.9） | -0.2 | 0柴田政人 | 55        | レガシーワールド     | 460         |
| 0000.12.26 | 中山   | 有馬記念     | GI   | 芝2500m（良） | 14    | 7     | 11    | 05.4（3人）     | 11着 | 2.32.6 （36.7） | -1.7 | 0柴田政人 | 55        | トウカイテイオー     | 462         |
| 1994.07.10 | 中京   | 高松宮杯     | GII  | 芝2000m（良） | 13    | 4     | 5     | 02.1（1人）     | 05着 | 2.01.7 （36.8） | -1.0 | 0柴田善臣 | 59        | ナイスネイチャ       | 456         |
| 0000.09.18 | 中山   | オールカマー | GIII | 芝2200m（重） | 8     | 3     | 3     | 02.8（2人）     | 02着 | 2.14.8 （35.5） | -0.3 | 0武豊     | 57        | ビワハヤヒデ         | 462         |
| 0000.10.30 | 東京   | 天皇賞（秋） | GI   | 芝2000m（良） | 13    | 6     | 9     | 05.0（2人）     | 08着 | 1.59.2 （35.0） | -0.6 | 0武豊     | 58        | ネーハイシーザー     | 462         |

## 種牡馬成績
以下の情報は、JBISサーチの情報に基づく。
| 種付年度 | 種付頭数 | 生産頭数 | 血統登録頭数 | 出走頭数 | 勝馬頭数 | 重賞勝馬頭数 | AEI  | CPI  |
| -------- | -------- | -------- | ------------ | -------- | -------- | ------------ | ---- | ---- |
| 1995     | 78       | 62       | 62           | 51       | 26       | 1            | 0.86 |      |
| 1996     | 74       | 59       | 58           | 54       | 40       | 2            | 0.84 |      |
| 1997     | 95       | 66       | 66           | 62       | 48       | 1            | 0.68 |      |
| 1998     | 117      | 88       | 88           | 82       | 65       | 2            | 0.69 |      |
| 1999     | 64       | 51       | 51           | 42       | 30       | 0            | 0.61 |      |
| 2000     | 61       | 48       | 40           | 36       | 22       | 2            | 0.47 |      |
| 2001     | 63       | 38       | 36           | 29       | 22       | 1            | 0.27 |      |
| 2002     | 94       | 67       | 61           | 50       | 31       | 0            | 0.23 |      |
| 2003     | 57       | 37       | 34           | 25       | 19       | 1            | 0.28 |      |
| 2004     | 30       | 14       | 9            | 7        | 6        | 0            | 0.16 |      |
| 2005     | 5        | 2        | 2            | 2        | 1        | －           | 0.12 |      |
| 合計     | 合計     | 合計     | 507          | 440      | 310      | 10           | 0.60 | 0.78 |

- 出走頭数、勝馬頭数、重賞勝馬頭数、アーニングインデックス、コンパラブルインデックスは、平地競走に限る。

### 主な産駒
- 1996年産
  - ウツミトップガン（南部駒賞、オータムカップ）[95]
  - カゼノモンジロウ（サンタアニタトロフィー3着）[96]
- 1997年産
  - ベルグチケット（フェアリーステークス、新潟3歳ステークス2着）[72]
  - スミノエース（サラブレッドカップ）[97]
- 1998年産
  - オイスターチケット（ファンタジーステークス3着、すずらん賞）[98]
  - ベラミチケット（かもしか賞）[99]
- 1999年産
  - サンヴァレー（いちょうステークス、ジュニアカップ）[100]
  - ユウキャラット（優駿牝馬3着、忘れな草賞）[101]
  - ウィンメッセージ（サンライズカップ）[102]
  - スーパーリターン（花吹雪賞）[103]
- 2000年産
  - マルシゲトニービン（ひまわり賞）[104]
- 2001年産
  - ウイニングマミー（北関東クイーンカップ、北関東桜花賞、北関東オークス）[105]
  - パワフルボーイ（スプリングカップ）[106]
- 2002年産
  - トサローラン（珊瑚冠賞、建依別賞、高知県知事賞）[107]
- 2004年産
  - タイガンジョウジュ（荒尾ダービー）[108]

## 血統表
| ウイニングチケットの血統          | ウイニングチケットの血統                            | ウイニングチケットの血統                            | （血統表の出典）                                    | （血統表の出典）      |
| 父系                              | ゼダーン系                                          | ゼダーン系                                          | ゼダーン系                                          | [ § 2 ]               |
| 父 *トニービン Tony Bin 1983 鹿毛 | 父の父*カンパラ Kampala 1976 黒鹿毛                 | Kalamoun                                            | *ゼダーン                                           | *ゼダーン             |
| 父 *トニービン Tony Bin 1983 鹿毛 | 父の父*カンパラ Kampala 1976 黒鹿毛                 | Kalamoun                                            | Khairunissa                                         |                       |
| 父 *トニービン Tony Bin 1983 鹿毛 | 父の父*カンパラ Kampala 1976 黒鹿毛                 | State Pension                                       | *オンリーフォアライフ                               | *オンリーフォアライフ |
| 父 *トニービン Tony Bin 1983 鹿毛 | 父の父*カンパラ Kampala 1976 黒鹿毛                 | State Pension                                       | Lorelei                                             |                       |
| 父 *トニービン Tony Bin 1983 鹿毛 | 父の母Severn Bridge 1965 栗毛                       | Hornbeam                                            | Hyperion                                            | Hyperion              |
| 父 *トニービン Tony Bin 1983 鹿毛 | 父の母Severn Bridge 1965 栗毛                       | Hornbeam                                            | Thicket                                             |                       |
| 父 *トニービン Tony Bin 1983 鹿毛 | 父の母Severn Bridge 1965 栗毛                       | Priddy Fair                                         | Preciptic                                           | Preciptic             |
| 父 *トニービン Tony Bin 1983 鹿毛 | 父の母Severn Bridge 1965 栗毛                       | Priddy Fair                                         | Campanette                                          |                       |
| 母 パワフルレディ 1981 黒鹿毛     | 母の父マルゼンスキー 1974 鹿毛                      | Nijinsky                                            | Northern Dancer                                     | Northern Dancer       |
| 母 パワフルレディ 1981 黒鹿毛     | 母の父マルゼンスキー 1974 鹿毛                      | Nijinsky                                            | Flaming Page                                        |                       |
| 母 パワフルレディ 1981 黒鹿毛     | 母の父マルゼンスキー 1974 鹿毛                      | *シル Shill                                         | Buckpasser                                          | Buckpasser            |
| 母 パワフルレディ 1981 黒鹿毛     | 母の父マルゼンスキー 1974 鹿毛                      | *シル Shill                                         | Quill                                               |                       |
| 母 パワフルレディ 1981 黒鹿毛     | 母の母ロッチテスコ 1975 鹿毛                        | *テスコボーイ Tesco Boy                             | Princely Gift                                       | Princely Gift         |
| 母 パワフルレディ 1981 黒鹿毛     | 母の母ロッチテスコ 1975 鹿毛                        | *テスコボーイ Tesco Boy                             | Suncourt                                            |                       |
| 母 パワフルレディ 1981 黒鹿毛     | 母の母ロッチテスコ 1975 鹿毛                        | スターロツチ                                        | *ハロウェー                                         | *ハロウェー           |
| 母 パワフルレディ 1981 黒鹿毛     | 母の母ロッチテスコ 1975 鹿毛                        | スターロツチ                                        | コロナ                                              |                       |
| 母系(F-No.)                       | クレイグダーロツチ(GB)系（スターロッチ系）(FN:11-c) | クレイグダーロツチ(GB)系（スターロッチ系）(FN:11-c) | クレイグダーロツチ(GB)系（スターロッチ系）(FN:11-c) | [ § 3 ]               |
| 5代内の近親交配                   | Hyperion 4 × 5 = 9.38％、Nasrullah 5 × 5 = 6.25％   | Hyperion 4 × 5 = 9.38％、Nasrullah 5 × 5 = 6.25％   | Hyperion 4 × 5 = 9.38％、Nasrullah 5 × 5 = 6.25％   | [ § 4 ]               |
| 出典                              | 1. 2. 3. 4.                                         | 1. 2. 3. 4.                                         | 1. 2. 3. 4.                                         | 1. 2. 3. 4.           |

- 半弟にロイヤルタッチ（ラジオたんぱ杯3歳ステークス、きさらぎ賞）、主たる近親にエアセレソン（新潟大賞典）、カリスタグローリ（クリスタルカップ）、ハードバージ（皐月賞、毎日杯）[28][110]。